# Kacwin
Kacwin (slowakisch Kacvín, ungarisch Szentmindszent; deutsch Katzwinkel) ist eine Ortschaft mit einem Schulzenamt der Gemeinde Łapsze Niżne im Powiat Nowotarski der Woiwodschaft Kleinpolen in Polen.

## Geographie
Der Ort liegt am Bach Kacwiński Potok (Kacwinianka). Im Süden grenzt er an die Slowakei (Veľká Franková).

Karte der Polnischen Zips
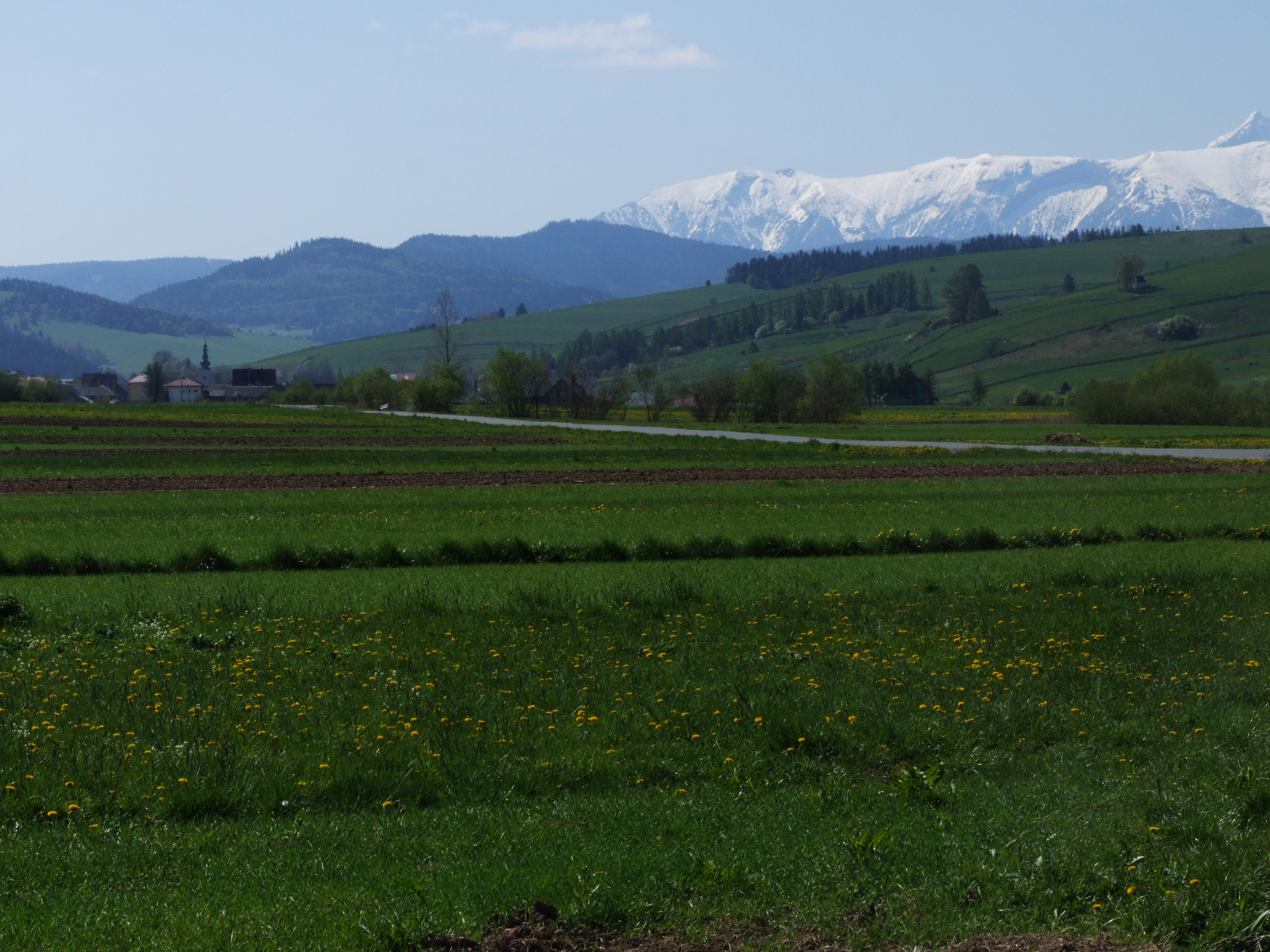
Ortsansicht

## Geschichte
Kacwin ist eines der vierzehn Dörfer in der Polnischen Zips.
Der Ort wurde im Jahre 1320 erwähnt, als er vom Meister Kokosz Brezeviczy an seinen Bruder Jan verkauft wurde. Um 1400 wurde eine römisch-katholische Kirche erbaut, welche 1666 evangelisch wurde. Im Jahre 1679 wurde der Ort Kacvinensis bzw. Kaczvinkensis genannt.
Im 19. Jahrhundert wurde Slowakisch die Sprache der Kirche und der Schule, aber die lokalen Goralen sprachen Goralisch, einen polnischstämmigen Dialekt, der in den ungarischen Volkszählungen im Gegensatz zu den goralischen Dörfern der Arwa immer als Slowakisch betrachtet wurde. Später wurde eine Politik der Magyarisierung betrieben.
1918, nach dem Ende des Ersten Weltkriegs und dem Zusammenbruch der k.u.k. Monarchie, wurde das Dorf Teil der neu entstandenen Tschechoslowakei. In Folge der tschechoslowakisch-polnischen Grenzkonflikte im Zips-Gebiet wurde der Ort 1920 der Zweiten Polnischen Republik zugesprochen. Zwischen den Jahren 1920 und 1925 gehörte er zum Powiat Spisko–Orawski, ab 1. Juli 1925 zum Powiat Nowotarski. Im Jahre 1921 hatte die Gemeinde 171 Häuser mit 698 Einwohnern, davon 658 Polen, drei Ruthenen, zehn Deutschen, einem Juden, 26 anderer Nationalität (meistens Slowaken), 685 römisch-katholischen, drei evangelischen, zehn israelitischen.
Von 1939 bis 1945 wurde das Dorf ein Teil des Slowakischen Staates.
Von 1975 bis 1998 gehörte Kacwin zur Woiwodschaft Nowy Sącz.

## Sehenswürdigkeiten
- Kirche, erbaut im 14. Jahrhundert

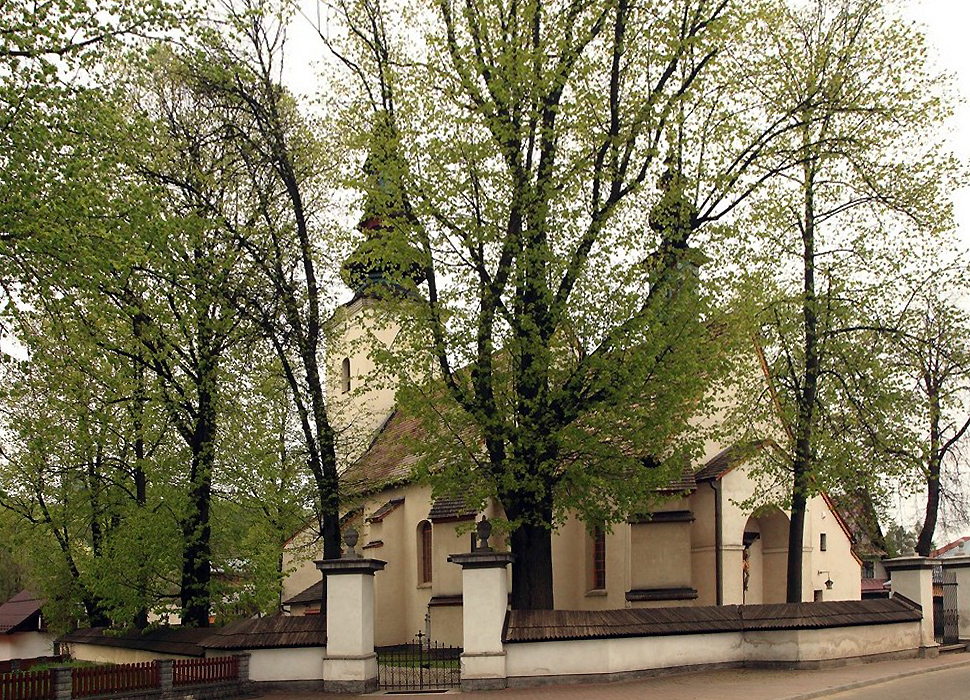
Kirche